# Jan Władoń
Jan Władoń (ur. 14 lutego 1982 w Szczecinku) – polski b-boy.

## Biografia
Tańczy od 1993. Najpierw taniec disco, następnie od roku 1995 hip-hop. Wielokrotny Mistrz Polski w tańcu hip-hop PZTS. Reprezentował Polskę na festiwalach oraz zawodach m.in. Holandii, Niemczech, Hiszpanii. W roku 2000 zaczął tańczyć breakdance, który w mieszance z hip-hopem dał mu możliwość eksperymentowania w stylu streetdance. Współtworzy studio tańca SonicDance oraz Hip-Hop Akademię w której jest też choreografem i instruktorem. 
Hip-Hop Akademia mieści się na Warszawskim Służewiu przy ulicy Jana Sebastiana Bacha.